# Голландские диалекты
Голла́ндские диале́кты (нидерл. Hollands) — самая распространённая группа диалектов нидерландского языка. Принадлежат к центральным нидерландским диалектам. Распространены главным образом в исторической области Голландия (Северная и Южная Голландия), а также частично в Фрисландии, Северном Брабанте и Утрехте.

## История

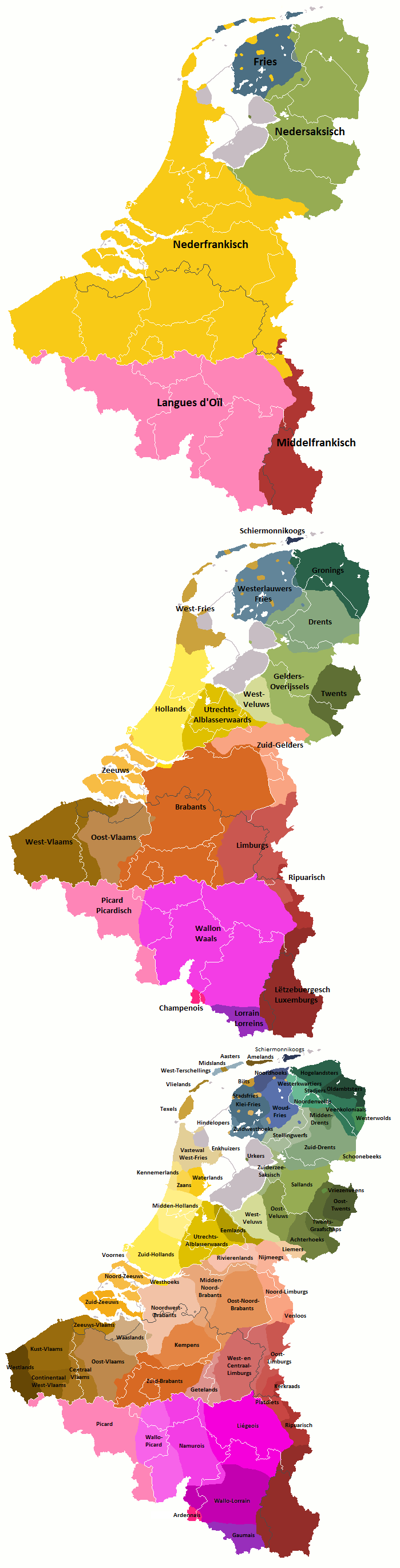
Языки Бенелюкса, голландский диалект обозначен светло-жёлтым цветом

Изначально на территории будущего графства Голландия говорили на древнефризском или родственном ингвеонском диалекте. Нет никаких доказательств теории о том, что причиной перехода на древненидерландский язык в XII-XIII веке была миграция нижнефранкскоязычных поселенцев. Скорее длительный языковой контакт между носителями фризского и франкского языков до XII века мог привести к появлению голландского диалекта, который был преимущественно нижнефранкским, но со значительным влиянием фризского языка.
У XVI веке началась стандартизация нидерландского языка, причём, по мнению многих лингвистов, наибольшее влияние оказал брабантский диалект Антверпена. Письменность графства Голландия, которое было наиболее урбанизированной территорией в Европе, начала подражать брабантскому стандарту.
Во время Восьмидесятилетней войны, особенно после 1585 года, испанская ярость и успехи герцога Пармского в 1580-х годах вынудили от 100 000 до 200 000 брабантцев и фламандцев, многие из которых были кальвинистами, осесть в городах Голландии. Беженцы вызвали смешение своих диалектов с диалектами людей, которые уже были там. Новый язык заменил собой большинство оригинальных голландских диалектов на диалекты с брабантським влиянием и ещё больше ослабил фризское влияние на нидерландский.
Это, безусловно, замедлило изменения в языке из-за влияния очень консервативного письменного стандарта на разговорный язык. В результате стандартный нидерландский язык сохранил много особенностей брабантского диалекта конца XVI века.

## Субдиалекты
Во Фрисландии есть районы и города, в которых говорят на голландских диалектах, на которые сильно повлиял западнофризский язык. На севере Северной Голландии, особенно в районе Западной Фрисландии, Схевенингена, Катвейка и других прибрежных мест, изначальный западнофризский субстрат голландского диалекта до сих пор является важной частью местной западнофрисландской группы диалектов.
В регионе Зандама (центральная часть Северной Голландии) всё ещё встречается занский — старый голландский диалект, но уже с небольшим западнофризским влиянием. Это влияние появилось из-за мигрировавших в XIII-XV веках западнофризских фермеров. Занский можно рассматривать как один из немногих (вместе с западнофрисландским) старейших оригинальных голландских диалектов, на котором до сих пор говорят, как и на старом диалекте Ватерланда, который также существует в Волендаме. И занский, и ватерландский непонятны для тех, кто не из этих регионов Северной Голландии. Однако люди, говорящие на занском, западно-фрисландском или ватерландском диалектах, могут понимать друг друга лучше, чем посторонние, потому что во всех трёх диалектах используются схожие слова.
На востоке и юге голландские диалекты постепенно становятся брабантскими. Утрехтско-алблассервардский диалект, на котором говорят в районе, расположенном непосредственно к востоку от прибрежных районов, считается субдиалектом голландского диалекта или даже отдельным диалектом.